# 阿爾卡馬里內山 (普諾大區)
14°34′04″S 70°07′39″W / 14.56778°S 70.12750°W
阿爾卡馬里內山（Alcamarine），是秘魯的山峰，位於該國東南部普諾大區，由穆尼亞尼區和聖安通區負責管轄，屬於安地斯山脈的一部分，海拔高度4,800米。